# Hegúmeno

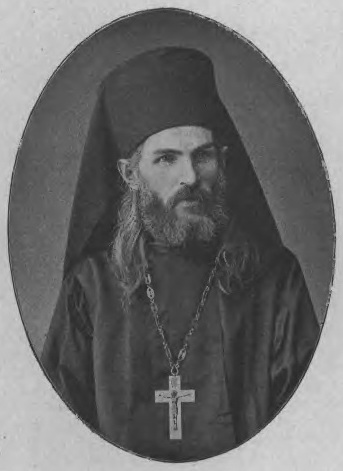
Hegúmeno russo trajando o klobuk e a cruz peitoral.

Hegúmeno (em grego clássico: ἡγούμενος, em russo:  игу́мен) é o título do responsável por um mosteiro da Igreja Ortodoxa ou das Igrejas Católica Orientais, similar ao de abade na Igreja Católica. A responsável por um mosteiro de monjas ortodoxas é chamada de hegúmena. O termo significa "aquele que está no comando", "líder" em grego.
Inicialmente, o título era aplicado ao superior de qualquer mosteiro. Na Igreja Ortodoxa Russa, depois de 1874, quando seus mosteiros foram secularizados e classificados em três classes, o título de hegúmeno foi reservado apenas para o nível mais baixo da administração, o terceiro. O chefe de um mosteiro da segunda ou primeira classe detém o título de arquimandrita. Nas Igrejas Católicas Orientais, o chefe de todos os mosteiros de um determinado território é chamado de proto-hegúmeno.
Os deveres de ambos, hegúmeno e arquimandrita, são os mesmos, sendo o arquimandrita considerado o sênior dos dois. Na Igreja Ortodoxa Russa o título de hegúmeno pode ser concedido como um título honorífico para qualquer hieromonge, mesmo para aquele que não administra um mosteiro.